# 트롤리버스

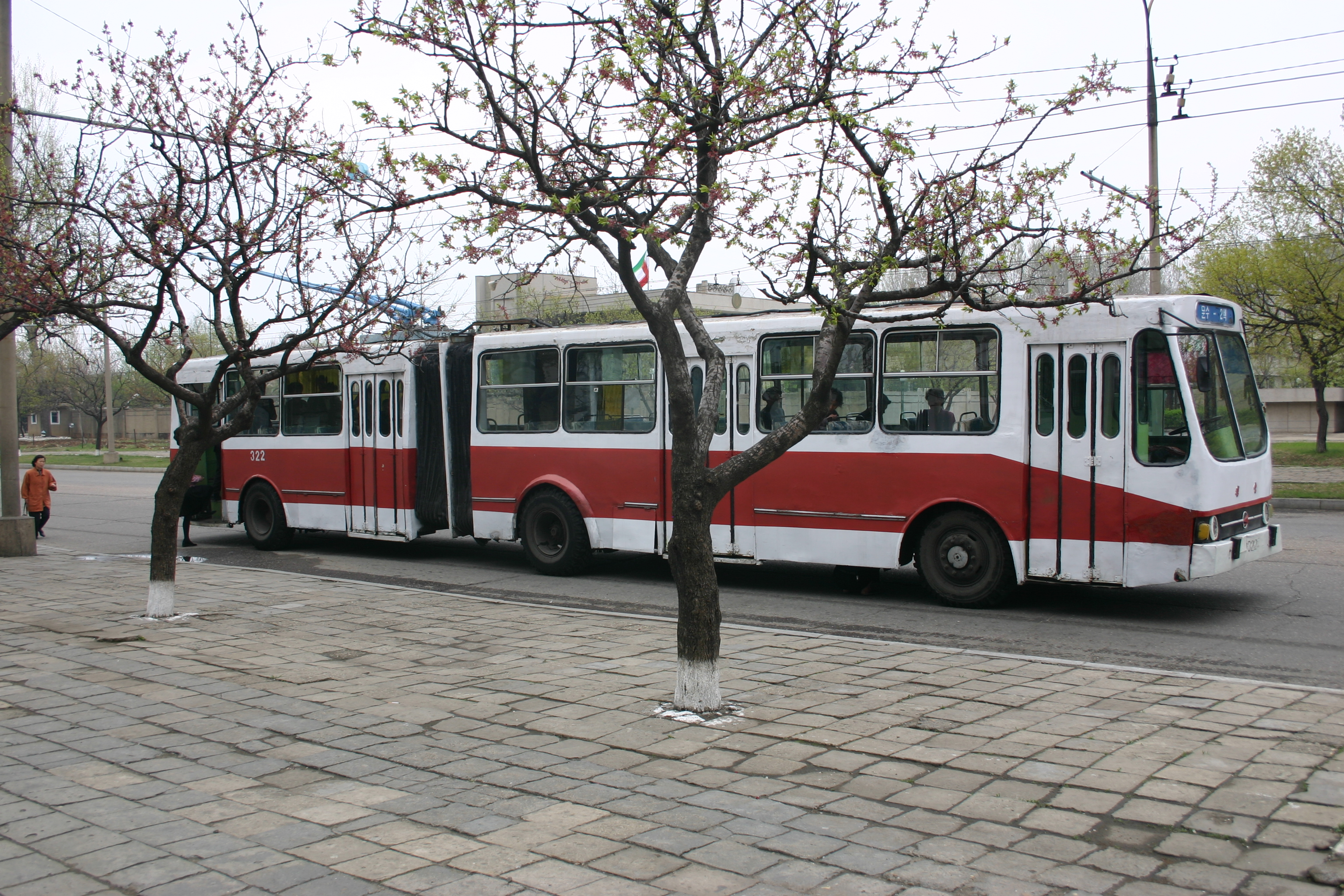
평양의 트롤리버스

트롤리버스(영어: trolleybus, trolley coach, trackless trolley, trackless tram, 문화어: 무궤도전차(無軌道電車))는 트롤리 폴을 이용해 가공 전차선의 전기를 끌어다 쓰는 전기 버스다.
일반적으로 팬터그래프가 차량 천장에 탑재되어 있으며, 이 곳으로 카데나리로 연결된 외부 전력선을 통해 전력을 공급 받아 차량을 구동하게 된다. 노면 전차와 유사할 수도 있으나, 노면 전차는 별도의 레일이 설치되는 것에 비해 트롤리버스는 도로 위에 바퀴가 직접적으로 맞닿기 때문에 설치하지 않는 차이점이 있다.

## 역사
트롤리버스의 시초는 독일의 전기 공학자 베르너 폰 지멘스가 발명한 일렉트로모테다. 그는 1882년 4월 28일에 일렉트로모테를 베를린 교외에서 운행하였다. 이외에 미국, 프랑스 등지에서 유사한 시스템이 시도되었으나, 전람회 전시 정도에 머무르는 수준이었다. 이후 1901년에 독일인 막스 쉬만(Max Schiemann)이 드레스덴 인근에서 최초의 여객 영업 노선을 개업하였다. 이 노선은 1904년에 폐지되었으나, 지금도 널리 사용되는 2개의 가선과 급전봉을 사용한 운행 시스템을 처음 개발, 도입하였으며, 이 시스템은 오늘날의 무궤도전차에도 이어지고 있다.
이후 영국, 미국, 유럽 각국에 보급이 진행되었으나, 점차 지하 또는 고가를 운행하는 도시 철도나 버스 등에 의해서 그 영업권이 잠식되어 점차 사라졌다. 그러나, 최근에 들어 매연이 없다는 점, 전기차량 기술의 발전으로 인해서 노면전차와 함께 새롭게 각광받고 있다.
한편, 트롤리버스는 공산권에서 상당히 널리 이용되었다. 러시아의 경우 지멘스의 초기 모델과 유사한 무궤도전차를 1902년에 처음으로 무궤도전차를 생산하였으며, 1933년에 모스크바에 최초로 영업 노선이 탄생하였다. 이후, 러시아 이외에 주변 동구권 국가들, 중화인민공화국, 조선민주주의인민공화국 등지에 무궤도전차 시스템이 보급되어 지금까지 활용되고 있다. 대한민국의 서울에서는 1991년에 2층 버스와 함께 도입이 계획된 적이 있었다.

## 갤러리

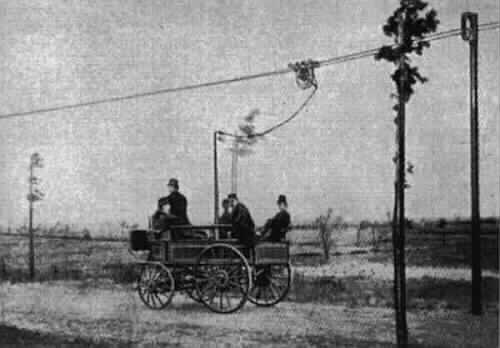
폰 지멘스의 '일렉트릭모테'
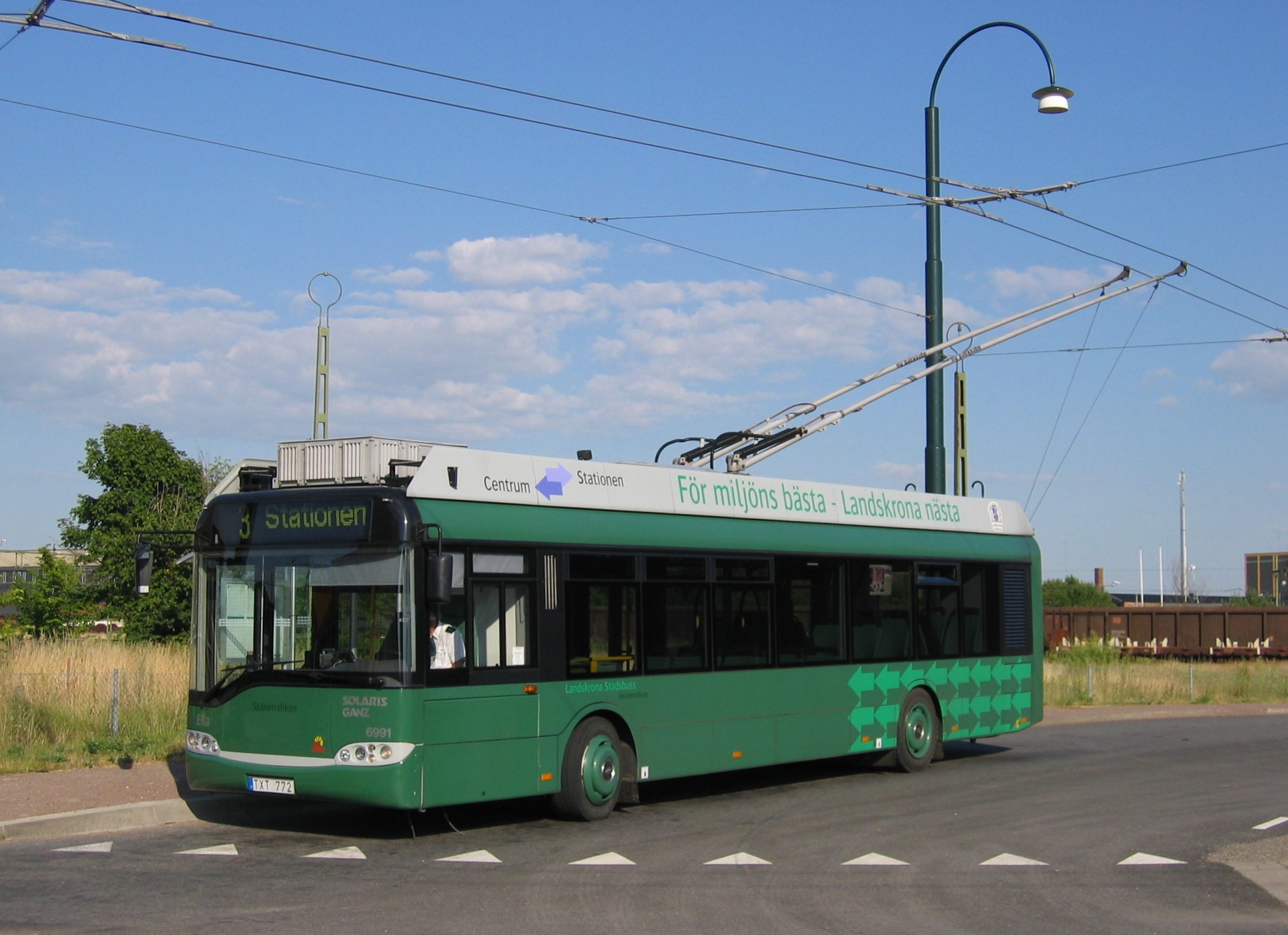
스웨덴 란스크로나의 트롤리버스
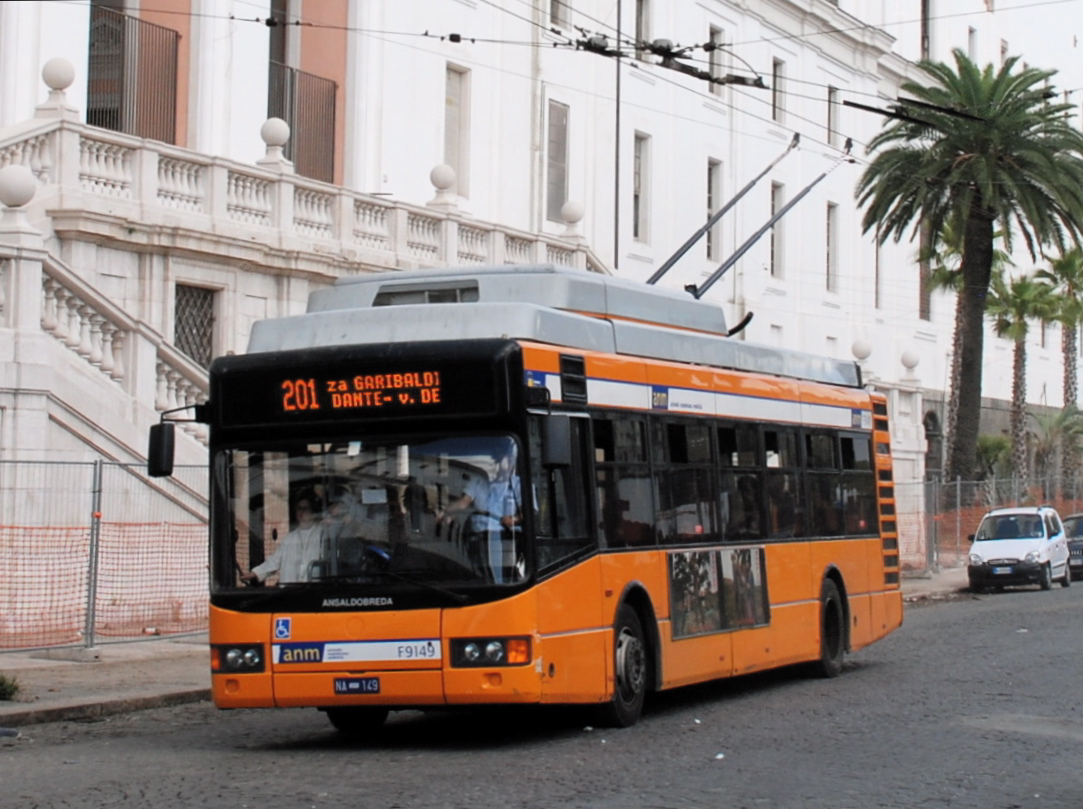
나폴리의 트롤리버스
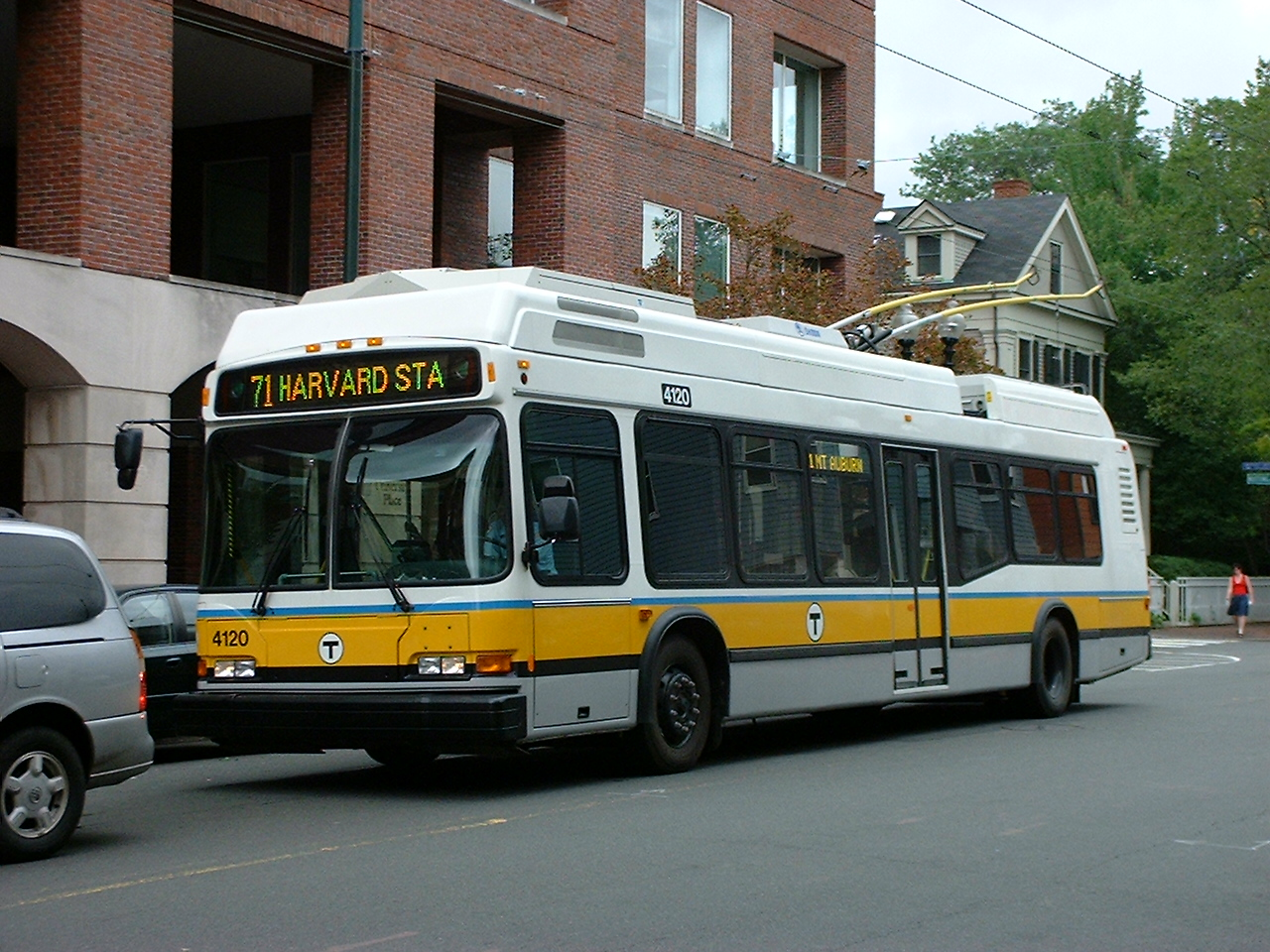
미국 케임브리지의 트롤리버스

## 같이 보기
- 배터리식 전기버스
- 간선급행버스체계
- 전기버스
- 유도버스
- 가공 전차선